# Mata de Alcántara (kommun)
Mata de Alcántara är en kommun i Spanien.   Den ligger i provinsen Provincia de Cáceres och regionen Extremadura, i den västra delen av landet, 280 km väster om huvudstaden Madrid. Antalet invånare är 328. Arean är 34 kvadratkilometer.
Terrängen i Mata de Alcántara är huvudsakligen platt.